# Nebrioporus stearinus
Nebrioporus stearinus är en skalbaggsart som först beskrevs av Friedrich Anton Kolenati 1845.  Nebrioporus stearinus ingår i släktet Nebrioporus och familjen dykare.

## Underarter
Arten delas in i följande underarter:
- N. s. stearinus
- N. s. suavis